# موتچ
موتچ (به لاتین: Motycz) یک روستا در لهستان است که در گمینا کونوپنگتسا (استان لوبلین) واقع شده‌است.